# Schwanez
Schwanez (ukrainisch Жванець; russisch Жванец, polnisch Żwaniec) ist ein Dorf im Süden der ukrainischen Oblast Chmelnyzkyj mit etwa 1500 Einwohnern (2004).

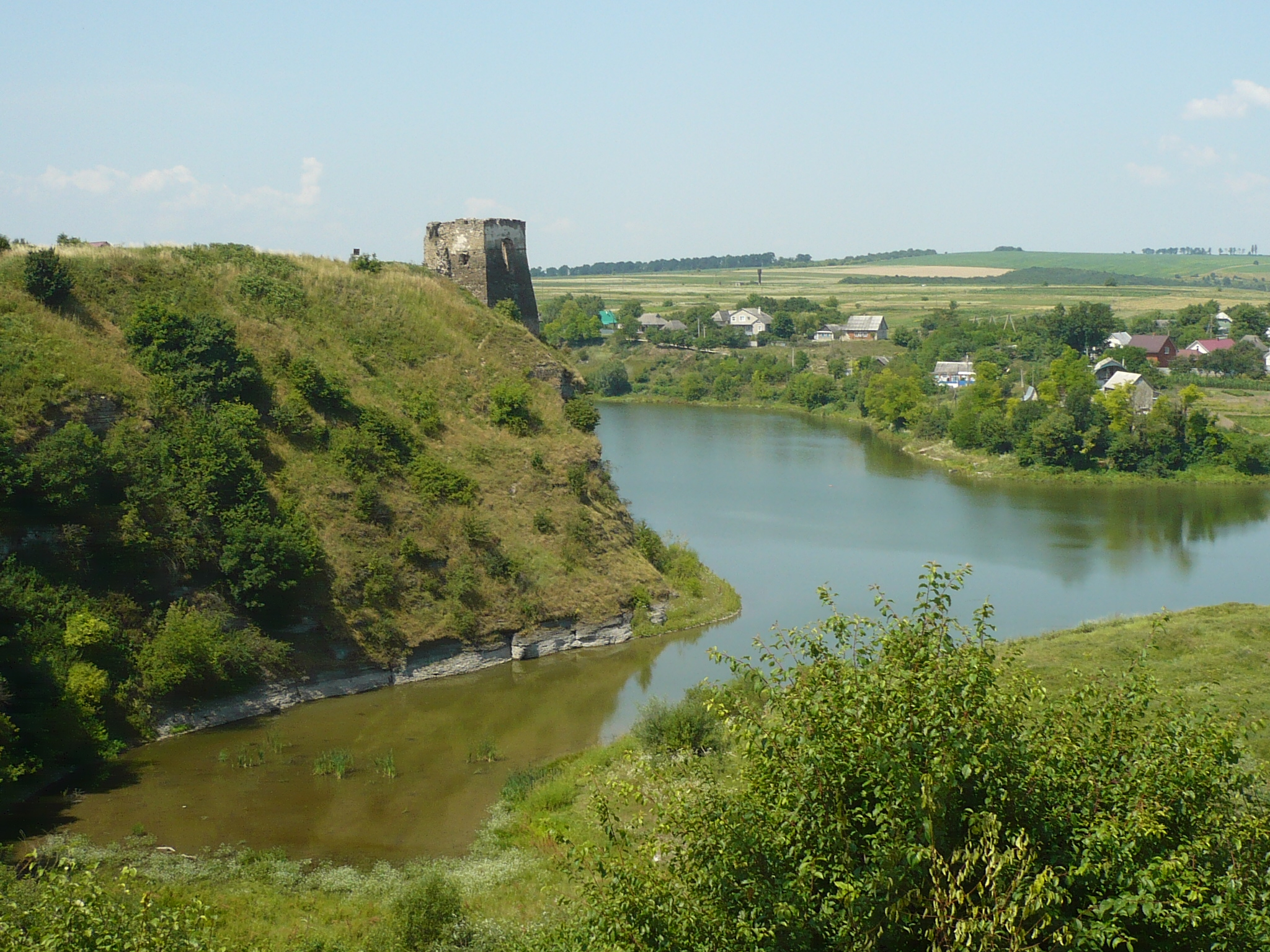
Blick auf die Burgruine

## Geschichte
Der 1431 gegründeten Ortschaft wurde 1646 durch König Władysław IV. Wasa das Stadtrecht verliehen. Landesweit bekannt wurde der Ort durch die hier im Jahre 1653 stattgefundene Belagerung und Schlacht bei Schwanez des Chmelnyzkyj-Aufstandes. Die Schlacht endete mit einem taktischen Sieg der Kosaken. Da sie jedoch zum wiederholten Male von den mit ihnen verbündeten Tataren verraten wurden, kam es im Folgejahr zu dem für die Ukraine geschichtsträchtigen Vertrag von Perejaslaw.

### Jüdisches Leben in Schwanez
Durch die Schaffung von Anreizen siedelten sich in der Folge vermehrt Juden in Schwanez an, die 1663 bereits eine eigene Gemeinde bildeten und 1765 gab es bereits 1134 jüdische Bewohner. Durch den Kolijiwschtschyna-Aufstand der Hajdamaken von 1768 und den Pestausbruch von 1770 wurde die jüdische Bevölkerung zwar dezimiert (1784: 617 Einwohner), aber die bis dahin dominierenden Armenier und Griechen verließen bis 1800 vollständig die Stadt, in der noch die Kirche und alte Grabsteine von ihrer Anwesenheit zeugen, und so wurde aus Schwanez ein Schtetl, in dem schon 1822 alle Handwerker Juden waren.
Im Jahr 1897 machten die 3353 Juden 67 Prozent der Bevölkerung aus, bis zum Ersten Weltkrieg wurden sieben Synagogen eröffnet, dazu mehrere Schulen und drei Friedhöfe. Im Ersten Weltkrieg wurde die jüdische Bevölkerung für militärische Misserfolge verantwortlich gemacht und zirka 2500 Juden der Stadt verwiesen. Nach dem Erfolg der Brussilow-Offensive wurde zwar die Rückkehr erlaubt, aber die teils nach Krementschuk deportierten Bewohner kehrten nur in kleinerer Anzahl zurück, so dass 1923 nur noch 1196 Juden in Schwanez gezählt wurden. Durch die antireligiöse Politik der Sowjetunion und die Verschlechterung des Handels durch die Schließung der Grenze reduzierte sich die Zahl der Juden in Schwanez auf 626 im Jahr 1939. Nach der Ankunft der deutschen Besatzer am 7. Juli 1941 wurden drei jüdische Ghettos errichtet. Bereits vor Ort wurden zahlreiche Juden ermordet. Die restlichen jüdischen Bewohner wurden nach Kamjanez-Podilskyj deportiert, wo sie Opfer des Massakers von Kamenez-Podolsk wurden. Nach der Befreiung 1944 kehrten nur wenige Juden zurück, mittlerweile gibt es keine Juden mehr in Schwanez.

## Geographie
Das Dorf liegt im Südwesten des Rajon Kamjanez-Podilskyj an der Mündung des 107 Kilometer langen Schwantschyk in den Dnister 20 km südlich von Kamjanez-Podilskyj und etwa 120 km südwestlich der Oblasthauptstadt Chmelnyzkyj.
Auf dem gegenüberliegenden Dnisterufer befindet sich die Oblast Tscherniwzi mit der Stadt Chotyn.
Über der Flussmündung liegt die Burgruine von Schwanez. Das Dorf befindet sich an der Fernstraße N 03 und der Territorialstraße T–20–02.

## Verwaltungsgliederung
Am 8. September 2017 wurde das Dorf zum Zentrum der neugegründeten Landgemeinde Schwanez (Жванецька сільська громада/Schwanezka silska hromada). Zu dieser zählen auch die 14 in der untenstehenden Tabelle aufgelisteten Dörfer, bis dahin bildete es zusammen mit dem Dorf Braha die gleichnamige Landratsgemeinde Schwanez (Жванецька сільська рада/Schwanezka silska rada) im Südwesten des Rajons Kamjanez-Podilskyj.
Am 12. Juni 2020 kamen noch die 8 Dörfer Kisja-Kudrynezka, Kudrynzi, Miliwzi, Sawallja, Slobidka-Rychtiwska, Tscherwona Dibrowa, Wilne und Witkiwzi zum Gemeindegebiet.
Folgende Orte sind neben dem Hauptort Schwanez Teil der Gemeinde:
| Name                     | Name                  | Name                                           |
| ukrainisch transkribiert | ukrainisch            | russisch                                       |
| ------------------------ | --------------------- | ---------------------------------------------- |
| Babschyn                 | Бабшин                | Бабшин (Babschin)                              |
| Braha                    | Брага                 | Брага (Braga)                                  |
| Hawryliwzi               | Гаврилівці            | Гавриловцы (Gawrilowzy)                        |
| Hryntschuk               | Гринчук               | Гринчук (Grintschik)                           |
| Issakiwzi                | Ісаківці              | Исаковцы (Issakowzy)                           |
| Kawettschyna             | Каветчина             | Каветчина (Kawttschina)                        |
| Kisja-Kudrynezka         | Кізя-Кудринецька      | Кизя-Кудринецкая (Kisja-Kudrinezkaja)          |
| Kudrynzi                 | Кудринці              | Кудринцы (Kudrinzy)                            |
| Lastiwzi                 | Ластівці              | Ластовцы (Lastowzy)                            |
| Malyniwzi                | Малинівці             | Малиновцы (Malinowzy)                          |
| Meschyhir                | Межигір               | Межигор (Meschigor)                            |
| Miliwzi                  | Мілівці               | Милевцы (Milewzy)                              |
| Ruda                     | Руда                  | Руда                                           |
| Sawallja                 | Завалля               | Завалье (Sawalje)                              |
| Sbrutsch                 | Збруч                 | Збруч                                          |
| Slobidka-Malynowezka     | Слобідка-Малиновецька | Слободка-Малиновецкая (Slobodka-Malinowezkaja) |
| Slobidka-Rychtiwska      | Слобідка-Рихтівська   | Слободка-Рыхтовская (Slobodka-Rychtowskaja)    |
| Sokil                    | Сокіл                 | Сокол (Sokol)                                  |
| Tscherwona Dibrowa       | Червона Діброва       | Червоная Диброва (Tscherwonaja Dibrowa)        |
| Wilne                    | Вільне                | Вольное (Wolnoje)                              |
| Witkiwzi                 | Вітківці              | Витковцы (Witkowzy)                            |
| Zwikliwzi Perschi        | Цвіклівці Перші       | Цвикловцы Первые (Zwiklowzy Perwyje)           |

## Persönlichkeiten
- Antoni Józef Lanckoroński (1760–1830), polnisch-litauischer Adliger und Politiker